# Bandiera di Aceh
La bandiera provinciale di Aceh, conosciuta anche come Alam Acèh, adottata il 10 dicembre 2007, contiene lo stemma della omonima provincia indonesiana su sfondo verde, con all'interno un pentagono a forma di peci, all'interno di esso una bilancia con due rencong in cima, al di sotto un gambo di riso, cotone e ciminiere di fabbrica con una cupola di una moschea e una penna che punta a un libro, e il motto della provincia in sanscrito: Pancacita.
Il contenuto della bandiera di Aceh è stata soggetto di controversie a causa di movimenti separatisti come il Movimento per l'Aceh libero che chiede l'indipendenza della Provincia.

## Significato
La bandiera contiene il motto Pancacita, che richiama giustizia, benessere, eroismo, prosperità e armonia. Il simbolismo del motto è rappresentato anche da simboli individuali presenti nello stemma, ovvero:
- La bilancia che rappresenta la giustizia.
- Il rencong che rappresenta l'eroismo.
- Il riso, il cotone e le ciminiere delle fabbriche che rappresentano il benessere.
- La cupola della moschea che rappresenta l'armonia
- Il libro e la penna che rappresentano il benessere

La cupola della moschea, il libro e la penna rappresentano anche la spiritualità e l'islamismo di Aceh. I colori della bandiera hanno diversi significati:
- Il bianco rappresenta la purezza
- Il giallo rappresenta la prosperità
- Il verde rappresenta il benessere

## Storia

### Alam Peudeuëng (XV secolo-1904)
L'Alam Peudeuëng è stata la bandiera del Sultanato di Aceh. Consisteva di una luna crescente bianca e una stella al centro sopra una spada bianca che punta a destra su sfondo rosso.
Prima della creazione della bandiera Aceh utilizzava la bandiera dell'Impero ottomano. Col tempo Aceh ha sviluppato diverse bandiere, tutte influenzate dai design ottomani, particolarmente la mezzaluna e stella, la quale poi si evolverà nello stendardo della spada. Quest'ultimo è stato usato dal XVI secolo. La bandiera del Sultanato è rimasta la stessa fino alla sua annessione alle Indie orientali olandesi dopo la Guerra di Aceh.

Bandiera dell'Impero Ottomano.

Bandiera del Sultanato di Aceh.

Stendardo della spada.

### BintangBuleuën (1976-2005,2013-2016)

Bandiera del Movimento per l'Aceh libero.

Alam Bintang Buleuën, anche conosciuta come Pusaka Nanngroë, è la bandiera del Movimento per l'Aceh Libero, un'organizzazione che cerca l'indipendenza dell'Aceh dall'Indonesia. Consiste di una luna crescente bianca e una stella al centro racchiuse tra sei linee orizzontali, che si alternano tra due linee sottili bianche e una linea spessa nera, tutto su sfondo rosso.
Questa bandiera è stata utilizzata dal Movimento fino al suo scioglimento nel 2005.
Nel 2013 questa bandiera è stata nuovamente adottata come simbolo della provincia, essendo riconosciuta dalla legge come simbolo culturale di Aceh, rimuovendolo dalla sua passata relazione separatista.
La bandiera è stata utilizzata de facto come bandiera di Aceh fino al 12 maggio 2016, quando è stata rifiutata dal Ministero degli Affari Interni indonesiano, poiché hanno ritenuto che violava il Regolamento governativo numero 77 del 2007.

## Bandiere proposte

Bandiera proposta (2016)

Dopo il rifiuto del 16 maggio 2016 la provincia ha progettato e proposto una bandiera per rappresentare la provincia di Aceh alla Corte Suprema indonesiana. La bandiera contiene lo stendardo della spada con sfondo verde e una luna crescente, una stella e una spada gialla. La proposta è stata rifiutata il 14 febbraio 2017.